# Батлер, Тамико
Тамико Батлер (англ. Tamiko Butler, род. 4 января 1991, Антигуа и Барбуда) — антигуанский шоссейный велогонщик.

## Карьера
В 2011 году она была названа спортсменкой года Антигуа и Барбуды.
Выступала на Панамериканских играх 2011 и Панамериканских играх 2015 годов в групповой и индивидуальной гонках на шоссе. Также на Играх Содружества 2014 года на шоссе в групповой и индивидуальной гонках, а на треке в гонке по очкам и скретче.
Многократная чемпионка Антигуа и Барбуды в групповой и индивидуальной гонках.

## Достижения
2009
 Чемпионка Антигуа и Барбуды — групповая гонка
 Чемпионка Антигуа и Барбуды — индивидуальная гонка
2010
 Чемпионка Антигуа и Барбуды — индивидуальная гонка
2011
 Чемпионка Антигуа и Барбуды — групповая гонка
 Чемпионка Антигуа и Барбуды — индивидуальная гонка
 Чемпионка Карибов — индивидуальная гонка
2012
 Чемпионка Антигуа и Барбуды — групповая гонка
 Чемпионка Антигуа и Барбуды — индивидуальная гонка
 Чемпионка Карибов — групповая гонка
 Чемпионка Карибов — индивидуальная гонка
2013
 Чемпионка Антигуа и Барбуды — групповая гонка
 Чемпионка Карибов — групповая гонка
 Чемпионка Карибов — индивидуальная гонка
2014
 Чемпионка Антигуа и Барбуды — индивидуальная гонка
2015
 Чемпионка Антигуа и Барбуды — групповая гонка
2016
 Чемпионка Антигуа и Барбуды — групповая гонка
 Чемпионка Антигуа и Барбуды — индивидуальная гонка

## Рейтинги
| Год                 | 2011  | 2012 | 2013 | 2014 | 2015  | 2016  |
| ------------------- | ----- | ---- | ---- | ---- | ----- | ----- |
| Мировой рейтинг UCI | 197-й | -    | -    | -    | 301-й | 284-й |
|                     |       |      |      |      |       |       |
| Источник: UCI       |       |      |      |      |       |       |